# Hemmingen-Westerfeld
Hemmingen-Westerfeld ist ein Stadtteil der Stadt Hemmingen in der Region Hannover in Niedersachsen.

## Geschichte

### Alt-Hemmingen
Das Rittergut Hemmingen wurde in der Karte des Amtes Calenberg von 1784 als „Adelshof von Alten“ bezeichnet und befindet sich seit etwa 600 Jahren im Besitz dieser Familie.
Bei Hemmingen lag die mittelalterliche Siedlung Klein Hemmingen, die seit etwa dem 10. Jahrhundert bestand und ab dem 14. Jahrhundert wüst fiel. Siedlungsreste wurden 2014 bei Erdarbeiten an der Carl-Friedrich-Gauß-Schule entdeckt und archäologisch untersucht.
Hemmingen lag am Seniebach an der Leinemasch. Dieses alte Dorf Hemmingen, in dessen Mitte die im 16. Jahrhundert erbaute Kapelle Hemmingen steht, ist heute der östlichste Teil des Siedlungsgebietes Hemmingen-Westerfelds. Im Dreißigjährigen Krieg diente die fast fensterlose Wehrkapelle dem Schutz der Dorfbewohner und wertvollem Hab und Gut, wie Saatgut. Später wurde sie zu einer kleinen Hallenkirche umgebaut, indem etwa die Zwischendecke entfernt und Fenster eingebaut wurden.

### Westerfeld
Eine stärkere bauliche Entwicklung zeigte sich schon 1935 bis 1939. Zwischen dem dörflichen Bereich Hemmingen und der Bundesstraße 3 entstand die „Siedlung“, neben der Bundesstraße 3 das Wohngebiet Westerfeld. Die Bevölkerung stieg von 558 im Jahr 1925 über 1881 im Jahr 1935 auf 3438 im Jahr 1950.
1956 begannen Rat und Gemeindedirektor der Gemeinde Hemmingen-Westerfeld eine weitsichtige Maßnahme, die im Bundesgebiet und auch im Ausland Beachtung fand: Auf 18 ha wurde von 1958 bis 1962 der Bereich „Ortsmitte“ mit fast 400 Eigenheimen und 300 Mietwohnungen in 3- und 7-stöckigen Gebäuden geschaffen. Gleichzeitig entstand ein Einkaufszentrum mit Geschäften aller Branchen. Mit der ev.-luth. Kirche und dem Rathaus bildete es den Ortsmittelpunkt von Hemmingen-Westerfeld. Die Bevölkerung stieg von 3997 im Jahr 1960 auf 7222 im Jahr 1973.
Weitere Baugebiete setzten die Entwicklung fort und machten Hemmingen-Westerfeld zu einem bevorzugten Wohngebiet. Neuartige Wohnformen wurden frühzeitig geboten und fanden Anklang. Dies gilt für Gartenhofhäuser ebenso wie für ein Terrassenhaus. In einem neuen Baugebiet an der Berliner Straße entstand 1992 die Seniorenresidenz „Am Rosengarten“.
1957 wurde die GESPO K.G. zur Produktion von Geräten und Signalanlagen für den Straßenverkehr gegründet.
Am 1. März 1974 wurde Hemmingen-Westerfeld in die neue Gemeinde Hemmingen eingegliedert. Bis zum 31. Dezember 2004 gehörte Hemmingen zum ehemaligen Regierungsbezirk Hannover, der wie alle anderen niedersächsischen Regierungsbezirke aufgelöst wurde.

## Politik

### Rat
Hemmingen-Westerfeld wird auf kommunaler Ebene vom Rat der Stadt Hemmingen vertreten.

### Wappen
Der Entwurf des Wappens von Hemmingen-Westerfeld stammt von H. Verhey.
- Das Wappen wurde am 2. August 1950 durch den Niedersächsischen Minister des Innern verliehen.[7]
- Die am 1. März 1974 durch Gesetz neugebildete Gemeinde Hemmingen hat das Wappen der bisherigen Gemeinde Hemmingen-Westerfeld übernommen, das vom Regierungspräsidenten in Hannover am 9. Mai 1974 genehmigt wurde.[7]
- Die am 1. März 1999 durch Gesetz neugebildete Stadt Hemmingen hat das Wappen der bisherigen Gemeinde Hemmingen übernommen, das vom Landkreis Hannover genehmigt wurde.

| Wappen von Hemmingen-Westerfeld | Blasonierung: „Auf silbernem Grunde sieben, als Leiste aneinandergereihte, aufrechte, rote Rauten, die mit je einem goldenen Nagelkopf belegt sind.“ |
| Wappen von Hemmingen-Westerfeld | Wappenbegründung: Das Wappen ist eine Variante des Wappens der in Hemmingen ansässigen Familie von Alten (Rauten von rechts oben nach links unten).  |

## Kultur und Sehenswürdigkeiten

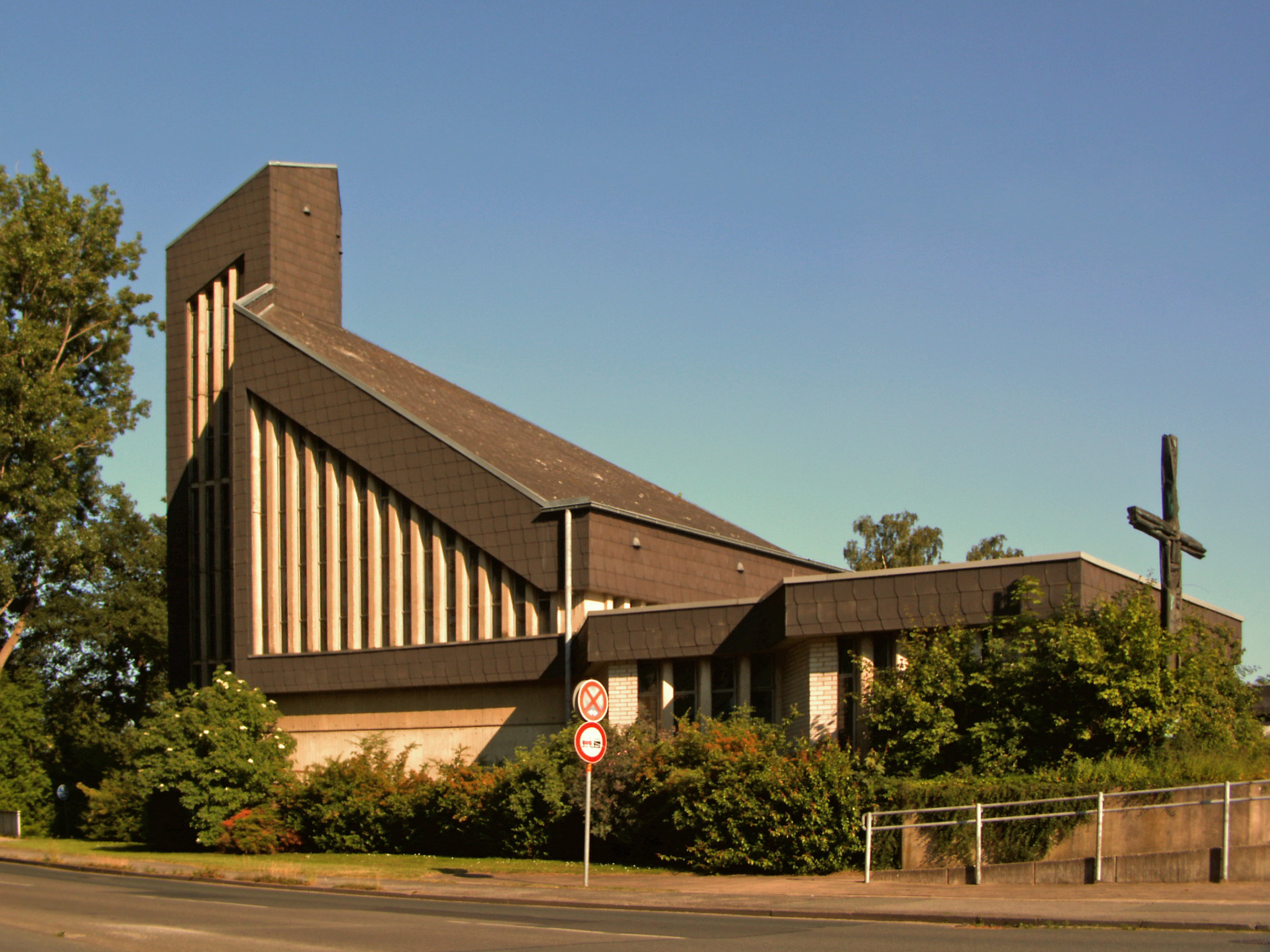
St.-Johannes-Bosco-Kirche

### Bauwerke
- Die Kapelle Hemmingen aus dem 16. Jahrhundert steht im Mittelpunkt des ursprünglichen Ortes Hemmingen. Die evangelisch-lutherische Trinitatis-Kirchengemeinde in Hemmingen gehört zum Kirchenkreis Laatzen-Springe der Landeskirche Hannovers. Zur Kirchengemeinde gehören neben der historische Kapelle die moderne Kirche am Kirchdamm, errichtet 1983–1986 nach Entwurf von Paul-Gerhard Scharf.[8] Auch die Kapellengemeinde in Devese ist heute der Trinitatiskirche zugeordnet.
- Die katholische Kirche St. Johannes Bosco befindet sich an der Berliner Straße. Sie wurde von 1971 bis 1973 erbaut und am 3. März 1973 von Bischof Heinrich Maria Janssen geweiht. Seit dem 1. November 2006 gehört die Kirche zur Pfarrgemeinde St. Augustinus in Hannover-Oberricklingen.

### Baudenkmale
→ Siehe: Liste der Baudenkmale in Hemmingen-Westerfeld

### Naturschutzgebiete
Im Naturschutzgebiet Sundern liegt das verfallene Mausoleum Graf Carl von Alten, das 1842 fertiggestellt wurde.

## Bildung
In Hemmingen-Westerfeld befindet  sich die Carl-Friedrich-Gauß-Schule als Kooperative Gesamtschule (KGS).

## Persönlichkeiten
Personen, die mit dem Ort in Verbindung stehen
- Friedrich Bartels (1903–1973), lutherischer Theologe und Vizepräsident des Landeskirchenamtes Hannover, zugezogen
- Klaus Grothe (* 1923), Ingenieur und ab 1967 ordentlicher Professor und Direktor am Institut für Kolbenmaschinen. lebte in Hemmingen-Westerfeld[9]
- Wolfgang Kilian (* 1939), Rechtswissenschaftler und Hochschullehrer, zugezogen
- Gernulf Garbe (* 1940), Sportmediziner und Hochschullehrer, zugezogen
- Willi Lindhorst (* 1941), Politiker (CDU), Oberregierungsrat a. D. und ehemaliger Abgeordneter im Niedersächsischen Landtag, Ratsherr und Beigeordneter in Hemmingen-Westerfeld bzw. der Stadt Hemmingen
- Martin Cordes (* 1942), lutherischer Theologe und Hochschullehrer, zugezogen